# چمن عروس
چمن عروس یا اشک نوزاد (نام علمی: Soleirolia soleirolii) نام یک گونه از خانواده گزنه‌ایان است. این گیاه بومی شمال مدیترانه بوده و نام اصلی آن هلکسین است که در ایران به آن  چمن عروس گفته می‌شود.

## نیازها
نور : این گیاه به نور زیاد ولی فیلتر شده نیاز دارد که پشت پنجره جنوبی مکان خوبی هست
آبیاری: این گیاه رطوبت نسبی را دوست دارد ولی خاک باتلاقی باعث از بین رفتن گیاه خواهد شد. پس بین دو آبیاری اجازه بدین خاک کمی خشک بشه
ذما : بهترین دما برای نگهداری ۱۸ الی ۲۲ درجه سانتی گراد هست.
رطوبت : با ساخت جزیره می‌توانید رطوبت مورد نیاز گیاه را تأمین کنید.
خاک مناسب : از خاکی سبک با زهکشی بالا برای پرورش آن استفاده کنید.

## روش‌های تکثیر
یکی از گیاهانی که به روش‌های خوابانیدن ساقه، تقسیم بوته و قلمه گرفتن میشه تکثیر کرد، چمن عروس هست، برای کسانی که تازه‌کار هستن روش قلمه گرفتن رو پیشنهاد می‌کنم.